# Sos bolognese

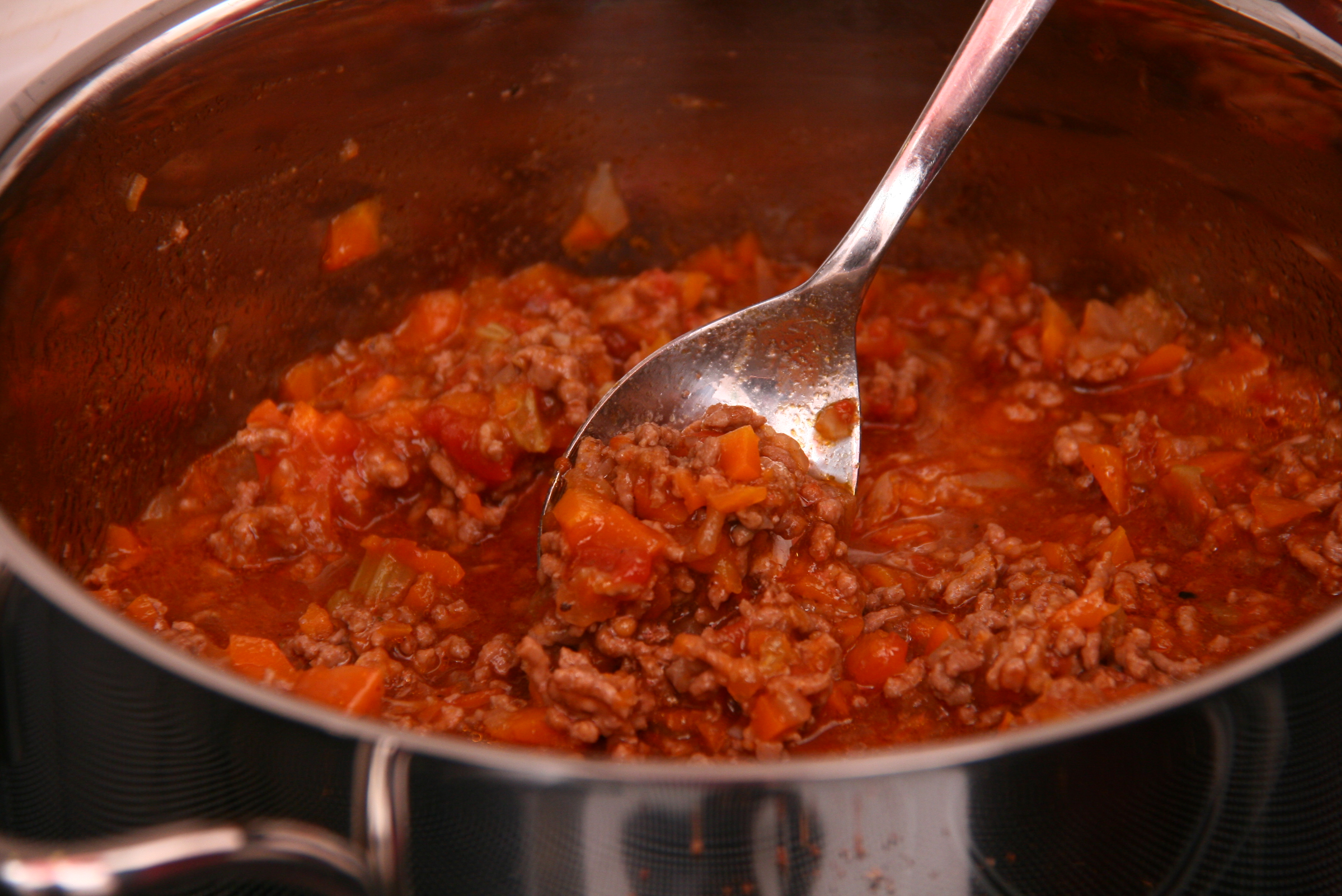
Sos bolognese

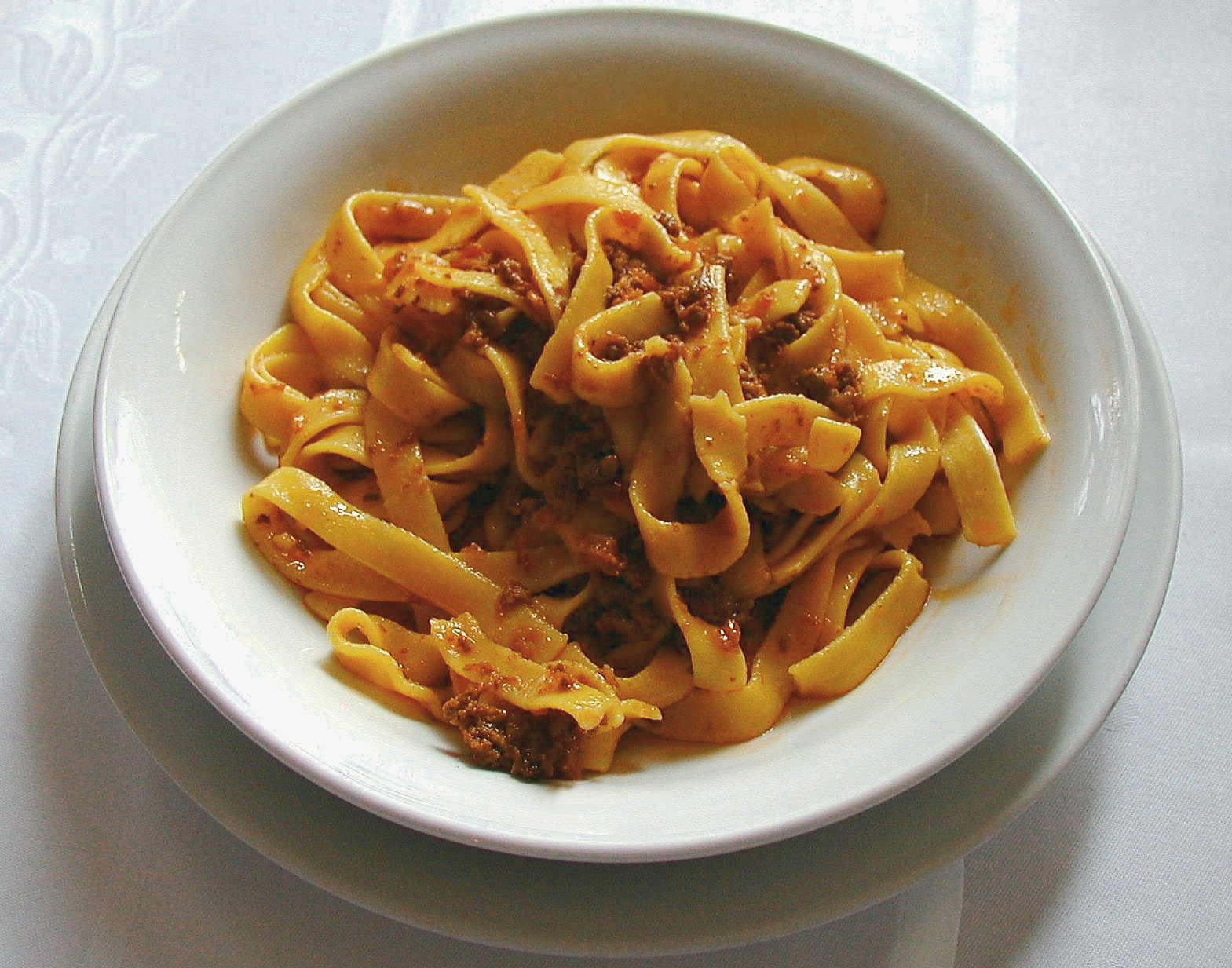
Bolognese podane na makaronie Tagliatelle

Bolognese (wł. ragù bolognese [raˈɡu boloɲˈɲeːze]) – ciepły sos mięsny pochodzący z włoskiej Bolonii. Jego historia sięga czasów średniowiecza.

## Składniki i sporządzenie
Sporządza się go z wielu rodzajów mięs (tradycyjnie krojonych na bardzo drobne kawałeczki, obecnie najczęściej mielonych). Używa się głównie wieprzowiny i wołowiny, Guanciale, zestawu warzyw, czyli cebuli, marchewki i selera naciowego, oliwy, pomidorów i czerwonego wina (tradycyjnie wina białego, ze względu na ładniejszy kolor i mocniejszy smak, Włosi zaczęli używać czerwonego). 
Podstawą udanego sosu jest długie gotowanie: co najmniej przez dwie godziny, najlepiej cztery. Trzeba uwzględnić, by nie zawierał on zbyt wiele pomidorów, gdyż jest to sos mięsny, do którego Włosi jedynie dorzucali dostępne akurat warzywa.
Sos bolognese powinno się podawać na makaronie tagliatelle lub pappardelle. Nie powinno się go serwować ze spaghetti, gdyż jest zbyt cienki by utrzymać cięższy sos. Najczęściej tak podaną potrawę posypuje się serem Pecorino Romano lub drobno startym Parmiggiano Reggiano. Sos można jednak wykorzystać w innych tradycyjnych włoskich potrawach, jak pizza czy lasagne.